# Curitiba Trade Center
O Curitiba Trade Center em meio aos demais edifícios da cidade.
O Curitiba Trade Center Office Building é um edifício brasileiro situado na cidade de Curitiba. O empreendimento possui 34 andares e 2 subsolo, em aproximadamente 111,25 metros de altura, e foi inaugurado em 1995.

## Aspectos Gerais

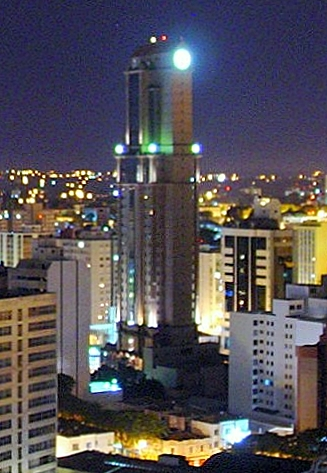
Os fundos da torre visto do topo do Edifício Corporate Evolution

O Curitiba Trade Center é um edifício comercial que abriga diversos escritórios de destaque e, na torre mais alta possui área residencial (lofts); possui 19 137,71 metros quadrados de área construída, distribuídos em 34 pavimentos e dois subsolos.
O edifício possui três relógios, um no saguão de entrada e dois na sua torre, sendo que cada relógio da torre mede 5 metros de diâmetro. Os relógios foram construídos especialmente para o prédio pela antiga empresa de relógios Gunter & Muller. Atualmente é a Gunter Relógios a empresa responsável pela manutenção destes relógios.

## História
A obra foi concluída em 1995 pela construtora Irmãos Thá S.A. e possui arquitetura moderna de Eli Loyola Arquitetos. Em 1997 foi sede da Casa Cor PR, e  sua arquitetura é um tanto quanto polêmica e divide opiniões, por não apresentar um estilo definido. Localizado em posição estratégica, o Curitiba Trade Center encontra-se próximo a divisa do centro da cidade, o que impede que prédios mais altos sejam construídos na sua frente, e é um dos marcos nas  construções de arranha-céus de Curitiba.